# Caso Tiziana Cantone
Il caso Tiziana Cantone è un fatto di cronaca italiana che vide protagonista Tiziana Cantone, successivamente nota anche come Tiziana Giglio, una donna che il 13 settembre 2016, all'età di trentatré anni, si suicidò dopo la diffusione in rete di alcuni suoi video privati amatoriali.
La morte di Cantone suscitò notevole interesse mediatico in Italia e all'estero e fu oggetto di interrogazione parlamentare; le circostanze che indussero la donna al suicidio funsero da incentivo all'approvazione unanime dell'emendamento sul cosiddetto revenge porn al D.d.l. n. S. 1200, anche noto come Codice rosso.

## Storia
Cresciuta con la madre e la nonna, si diplomò al liceo classico e iniziò studi universitari di giurisprudenza, che non portò a termine per dedicarsi all'attività di famiglia.
Intraprese una relazione con Sergio Di Palo, più grande di lei di una decina d'anni, con il quale convisse brevemente nel 2015. A partire dal novembre del 2014, Tiziana Cantone ebbe rapporti sessuali consensuali con altri uomini, che vennero filmati in sei occasioni e diffusi da Cantone stessa via WhatsApp. In particolare, un video caricato il 25 aprile 2015 su un portale di contenuti pornografici nei mesi seguenti divenne virale, con una battuta della donna ("stai facendo un video? Bravo!") successivamente trasformata in un meme su internet e poi apparsa su magliette, gadget di vario genere e citata persino nel video della canzone Fuori c'è il sole di Lorenzo Fragola.
L'eco mediatica ricevuta suo malgrado spinse Tiziana ad isolarsi e rinunciare al proprio impiego, rivolgendosi al contempo, il 13 luglio 2015, al tribunale di Aversa per chiedere la rimozione dei video da siti e motori di ricerca. Nel novembre del 2015, Cantone chiese di cambiare il proprio cognome in Tiziana Giglio (adottando quindi il cognome della madre); la richiesta fu valutata positivamente nel gennaio del 2016 dal comando dei Carabinieri di Castello di Cisterna e accolta dal prefetto di Napoli nel luglio dello stesso anno.
Nonostante la modifica del cognome e vari trasferimenti in diversi comuni d'Italia, la ricerca dell'anonimato della donna incontrò enormi difficoltà: la causa legale intentata per ottenere il diritto all'oblio portò alla parziale rimozione dei video da numerosi siti web, ma, per errori procedurali del proprio legale, Cantone fu condannata a pagare più di 20.000 euro di spese legali. Tiziana, ormai in stato di profonda depressione, tentò più volte il suicidio, riuscendo nel drammatico intento il 13 settembre 2016 impiccandosi nello scantinato della casa di una zia dalla quale si era rifugiata.

## Controversie legali

### La denuncia di Tiziana Cantone
Nel maggio del 2015 Tiziana Cantone denunciò quattro uomini alla procura di Napoli Nord. Raccontò al magistrato di aver girato sei video a sfondo sessuale e di averli poi inviati in modo confidenziale tramite i social network e WhatsApp a persone con le quali aveva delle relazioni virtuali durante un periodo che lei stessa definiva di fragilità emotiva e depressione psicologica. I due fratelli Antonio ed Enrico Iacuzio, e Antonio Villano, di cui venne indicato anche il nickname che usava su Facebook, ossia Luca Luke, furono tutti accusati dalla donna di aver divulgato i sei video a sfondo sessuale su internet in diversi siti porno. Nella denuncia non si faceva alcun riferimento a Sergio Di Palo, che era il fidanzato di Tiziana all'epoca dei fatti.
La questura iniziò l'indagine nei confronti degli accusati di diffamazione e di violazione della privacy, sequestrando diversi smartphone e personal computer degli indagati. Le indagini evidenziarono molte incongruenze sulla testimonianza della donna, gli uomini dichiararono di essere del tutto estranei ai fatti relativamente alla divulgazione dei video sul web. Nonostante la donna inizialmente li avesse indicati come responsabili della diffusione dei video incriminati, gli inquirenti confermarono che i video erano stati ricevuti dai quattro uomini tramite WhatsApp, ma non fu trovata nessuna prova della diffusione su internet da parte loro. Sulla base di quanto dichiarato successivamente dalla stessa Cantone, che in un secondo momento modificò le dichiarazioni scagionando i quattro uomini dei suoi video, il pubblico ministero chiese l'archiviazione del caso per ipotesi di reato di diffamazione e aprì una nuova inchiesta per il reato di calunnia.

### La richiesta di rimozione dei video
Il 13 luglio 2015, Cantone presentò al giudice civile di Aversa la richiesta di rimozione dal web dei video e di tutti i contenuti a lei collegati. Il magistrato, tuttavia, dopo avere accertato la viralità dei filmati presenti sul web, rifiutò la richiesta, ritenendone inutile la rimozione dato che erano stati visualizzati centinaia di migliaia di volte e nel frattempo erano state sicuramente realizzate copie dei video che sarebbero rimaste in circolazione. L'unica azione legale attuabile, già messa in atto dalla procura tempo prima, fu l'oscuramento dai motori di ricerca di video, immagini e commenti collegati a lei. La procura decise di accogliere una parte della richiesta della donna, soltanto nei confronti dei siti Facebook, Twitter, Yahoo!, Google e YouTube, in virtù della loro funzione di social network, ai quali venne imposta l’immediata rimozione di ogni post o pubblicazione con commenti e apprezzamenti riferiti alla donna. A sua volta, Cantone fu condannata a rimborsare le spese legali ai cinque siti citati per un totale di circa 20.000 euro.

### La prima inchiesta sul suicidio
Poco dopo la morte di Tiziana Cantone fu aperta un'indagine su una possibile istigazione al suicidio: sotto la lente degli investigatori finì la pashmina con cui la donna si impiccò, che, secondo i consulenti di parte, non sarebbe stata in grado di reggere il peso del corpo e produrre una stretta di forza compatibile con il solco di 2,5 centimetri trovato sul collo della donna. Fu ascoltato l'ex fidanzato della donna, Sergio Di Palo (indagato anche per accesso abusivo a dispositivi informatici, falso e calunnia, in quanto l’avrebbe convinta a querelare i cinque ragazzi, addossando loro la responsabilità della diffusione dei video), e furono analizzati i dispositivi posseduti da Cantone alla ricerca di prove, ma nessuno fu iscritto nel registro degli indagati e il fascicolo fu successivamente archiviato.

### La seconda inchiesta per omicidio
Nel 2020, la madre di Tiziana Cantone, Maria Teresa Giglio, non credendo all'ipotesi di suicidio, chiese che la salma fosse riesumata per essere sottoposta all'autopsia (che non fu effettuata alla morte della donna) e che fossero svolti degli accertamenti sull'iPad e sullo smartphone della figlia, sui quali i consulenti di parte rilevarono delle anomalie (cancellazione dei dati conservati nella memoria dei dispositivo, inserimento successivo di alcune fotografie, assenza totale di messaggi, rubrica contatti, cronologia dei browser, ecc.). A seguito di tali richieste, sono state riaperte le indagini dalla procura di Aversa, che ha riscontrato la presenza di tracce di DNA maschile sulla sciarpa usata per il suicidio e aperto un fascicolo per frode processuale.
Le nuove indagini, condotte dal pubblico ministero Giovanni Corona, non fecero emergere elementi sufficienti per la riapertura del caso che nel gennaio 2024 venne ufficialmente archiviato e derubricato come suicidio.

## Impatto sull'opinione pubblica e legislazione italiana
Le vicende del caso Cantone portarono l'attenzione dell'opinione pubblica italiana sui fenomeni del revenge porn e del cyberbullismo. Oltre alla vasta rilevanza mediatica, il caso fu discusso in Senato sin dalla settimana successiva alla morte di Tiziana Cantone e portò nell'anno successivo all'approvazione di una legge per la prevenzione ed il contrasto del cyberbullismo, nella discussione della quale il caso Cantone fu più volte citato. Al contempo, il Parlamento italiano affrontò il tema del revenge porn: a due settimane dalla morte di Cantone, fu presentato un disegno di legge che mirava a introdurre l'art. 612-ter del codice penale, "concernente il reato di diffusione di immagini e video sessualmente espliciti"; nel 2018 fu presentata una petizione popolare al Senato in cui si chiedeva l'introduzione del reato di revenge porn nel codice penale italiano e il gratuito patrocinio per tutte le vittime di tale reato; nel marzo 2019 un emendamento al disegno di legge noto come Codice rosso che introducesse la fattispecie di reato ascrivibile al revenge porn (la deputata Laura Boldrini citò il caso Cantone nella discussione dell'emendamento), successivamente approvato dalla Camera il 2 aprile 2019. La legge fu ufficialmente approvata al Senato il 17 luglio 2019 ed è entrata in vigore il 9 agosto 2019.

## Impatto sulle procedure legali ed investigative
Dalle indagini sul caso legato a Tiziana Cantone è stato ideato un sistema di identificazione degli utenti del web che possono aver contribuito alla diffusione di video virali, denominato "Metodo Cantone" (precedentemente noto come "Metodo Emme") in onore della vittima. Si è scoperto in seguito che questo metodo era portato avanti da uno studio indagato da diverse testate giornalistiche in Italia per i propri metodi inufficiali.  Sulla base delle disposizioni del Digital Millennium Copyright Act, infatti, è possibile richiedere alle aziende proprietarie dei servizi web, coinvolti nei presunti reati, di fornire le informazioni necessarie all'identificazione dei responsabili del caricamento e diffusione, contro la volontà dell'autore o degli individui ritratti, di video o immagini private. Il procedimento è divenuto in quel paese degli USA  un precedente con valore di legge in virtù di una sentenza federale emessa nel Michigan. Altre cause analoghe sono state intentate presso la stessa corte distrettuale sfruttando lo stesso metodo.